# تک‌خال (فیلم ۱۳۴۸)
تک‌خال فیلمی به کارگردانی مهدی ژورک و نویسندگی احمد نجیب‌زاده محصول سال ۱۳۴۸ است.

## خلاصه داستان
دختری نابینا بنا به وصیت پدرش وقتی حق استفاده از ثروت پدرش را دارد که ازدواج کند...

## بازیگران
- رضا بیک ایمانوردی
- فروزان
- منوچهر وثوق
- ثریا بهشتی
- جواد تقدسی
- یدالله محمدی‌نژاد
- احمد قدکچیان
- مجید شهباز
- فریدون ریاحی